# Sziwa

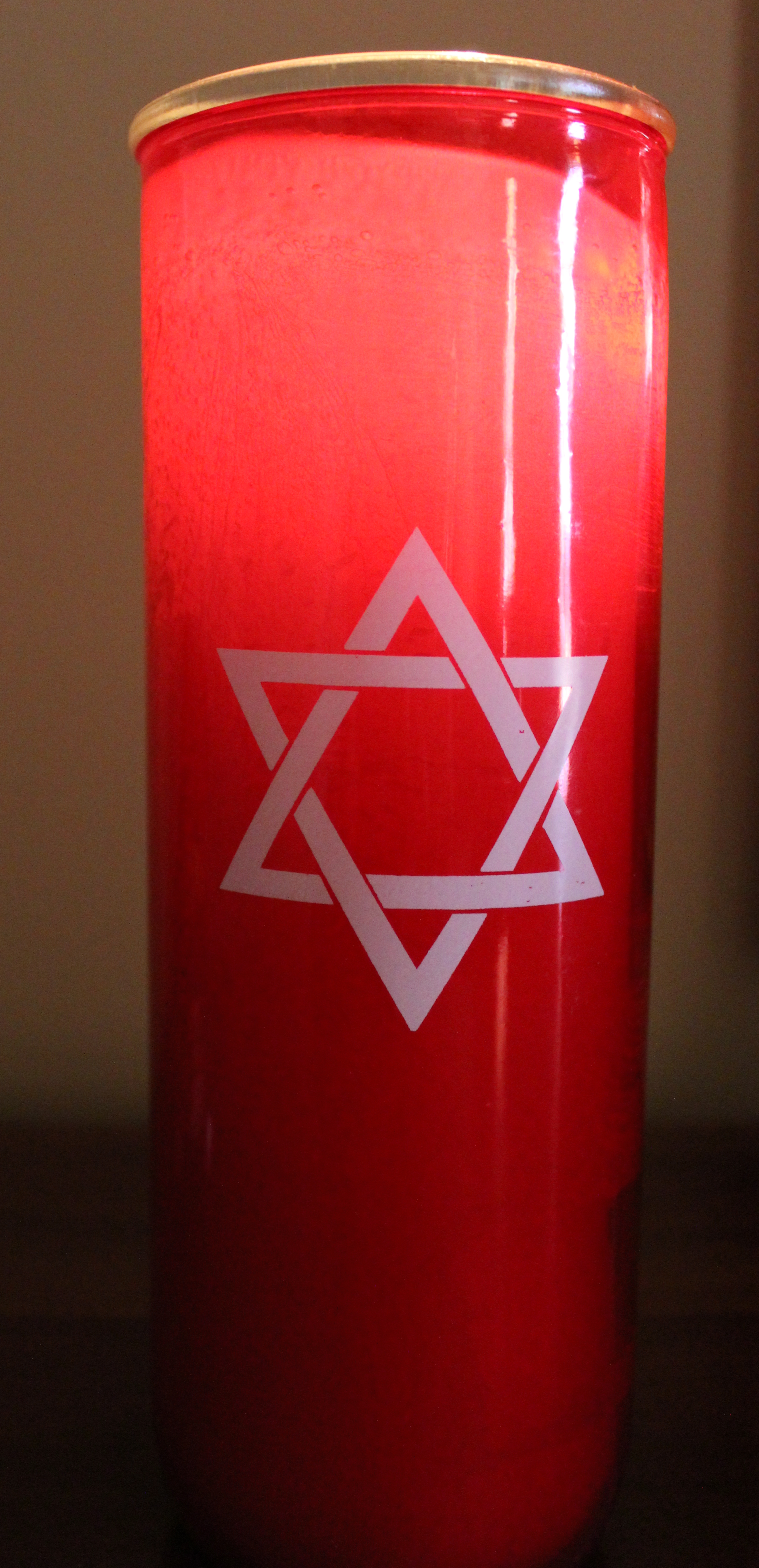
Czerwona świeca palona w czasie Sziwy

Sziwa, także bosiny — w judaizmie trwająca tydzień żałoba (liczona od dnia pogrzebu) po zmarłym. Jest to pierwszy okres żałoby, najbardziej restrykcyjny. Żałobnicy nie mogą się wtedy strzyc, golić, wykonywać żadnych czynności pielęgnacyjnych dla przyjemności. Nie można nosić obuwia ze skóry, wykonywać żadnej pracy, należy siedzieć na niskim stołku, zasłania się lustra. Należy się również powstrzymać od wychodzenia z domu, studiowania Tory. Zabronione są stosunki małżeńskie.
W czasie tego okresu żałobnikiem zajmują się sąsiedzi (odwiedzają go, przynoszą posiłki).